# Sergio Festa
Sergio Festa (Matera, 20 febbraio 1985) è un ex hockeista su pista e allenatore di hockey su pista italiano, allenatore dell'Hockey Sarzana.

## Carriera
Cresciuto nelle giovanili del Matera, debutta giovanissimo in Serie A2 nel 2000 con i lucani ed all'età di 18 anni si trasferisce alla Roller Salerno in Serie A1, dove gioca per quattro anni.
Nel 2007 passa all'Hockey Castiglione e l'anno successivo, dopo aver iniziato con il Bassano 54, viene ceduto al Seregno. Nel campionato 2009-2010 gioca con la maglia del Roller Bassano e guadagna la convocazione con la Nazionale italiana agli Europei del 2010 in Germania.
Nel 2010 viene prelevato dall'Amatori Lodi, con cui vince la Coppa Italia di hockey su pista 2011-2012.

## Palmarès

### Club

#### Competizioni nazionali
- Coppa Italia: 1

Amatori Lodi: 2011-2012